# Berliner Landeszentrale für politische Bildung
Die Berliner Landeszentrale für politische Bildung ist die zentrale überparteiliche Einrichtung für politische Bildung des Landes Berlin.

## Geschichte
Die Landeszentrale wurde 1958 per Senatsbeschluss vom 5. November 1956 als nicht-rechtsfähige Anstalt des öffentlichen Rechts mit der Bezeichnung Landeszentrale für politische Bildungsarbeit gegründet. Aktuell besteht sie auf der Grundlage des Senatsbeschlusses vom 15. Oktober 2002. Auf einer Kuratoriumssitzung der Landeszentrale im Jahr 2015 entschied sich das Kuratorium für eine Umbenennung zu Berliner Landeszentrale für politische Bildung. Diese Namensänderung erfolgte durch Senatsbeschluss vom 26. Januar 2016.
Neben der Umbenennung im Jahr 2016 zog die Landeszentrale in das Amerika-Haus in der Hardenbergstraße am Bahnhof Zoo. Zuvor war die Zentrale im ehemaligen Gebäude der Senatsverkehrsverwaltung in der Straße An der Urania 4-10 angesiedelt. Da dieses Gebäude jedoch schadstoffbelastet war und nach der kompletten Räumung voraussichtlich abgerissen werden sollte, war ein Umzug fällig. Im Jahr 2024 eröffnete die Landeszentrale in der Revaler Straße in der Nähe des Bahnhofs Berlin Ostkreuz einen zweiten Standort.
Leiter von 1958 bis 1963 war Dietrich Spangenberg. Sein Nachfolger war Johannes Karl Richter (* 1927). Seit 2014 ist Thomas Gill der Leiter.
Im September 2024 kritisierten SPD, Grüne und Linke das Vorhaben der CDU, die Landeszentrale unter Aufsicht einer neu einzurichtenden Stabsstelle der zum Zeitpunkt CDU-geführten Senatsverwaltung zu stellen. Demnach habe die Senatorin Katharina Günther-Wünsch im Kuratorium gefordert, dass für künftige Projekte der Landeszentrale Detailabsprachen mit der Senatsverwaltung erfolgen sollten. Unterstützer einer durch die Deutsche Vereinigung für Politische Bildung (DVPB) initiierten Petition wiesen zudem auf das Vorhaben hin, die Stelle ausschreibungsfrei zu besetzen, und befürchten Folgen für die politische Unabhängigkeit der Institution.

## Aufgabe und Organisation

### Ziel
Die Landeszentrale für politische Bildung des Landes Berlin „hat die Aufgabe, die politische Bildung in Berlin auf überparteilicher Grundlage mit dem Ziel zu fördern, die Bürgerinnen und Bürger in ihrer Bereitschaft zu unterstützen, Verantwortung für die Demokratie wahrzunehmen.“

### Kuratorium und Leitung
Ein Kuratorium soll die Überparteilichkeit gewährleisten und die Arbeit der Landeszentrale begleiten. Dem Kuratorium gehören zehn Mitglieder von im Berliner Abgeordnetenhaus vertretenen Fraktionen im Verhältnis ihrer zahlenmäßigen Stärke an. Die Abgeordneten werden auf Vorschlag ihrer Fraktionen für die jeweilige Legislaturperiode vom Abgeordnetenhaus gewählt. Die Landeszentrale wird von einem Direktor geleitet, welcher vom zuständigen Senatsmitglied für Bildung im Einvernehmen mit dem Kuratorium berufen wird.
Zudem hat das Kuratorium das Recht, die Landeszentrale zu beauftragen, zu bestimmten Fragen ihrer Arbeit, Sachverständige zu hören und dazu das Kuratorium einzuladen. Über die Ergebnisse sowie über ihre eigenen Vorstellungen hat die Landeszentrale dem Kuratorium zu berichten.
Das aktuelle Kuratorium besteht aus folgenden Mitgliedern (Stand: 2023).
- Danny Freymark (CDU)
- Sandra Khalatbari (CDU)
- Stephan Lenz (CDU)
- Katharina Senge (CDU)
- Lars Düsterhöft (SPD)
- Bettina König (SPD)
- Susanna Kahlefeld (Bündnis 90/Die Grünen)
- Louis Krüger (Bündnis 90/Die Grünen)
- Franziska Brychcy (Die Linke)

## Politische Bildungsarbeit
Die Berliner Landeszentrale für politische Bildung organisiert Foren zu aktuellen Themen, Tagungen zu Fragen der politischen Bildung, Fortbildungen, Lesungen, Stadtrundgängen und Filmvorführungen. Zudem stellt sie in ihrem Besuchszentrum Bücher zu politischen, gesellschaftlichen und historischen Themen bereit. Jeder Berliner kann dort pro Quartal maximal vier Bücher erhalten. Daneben produziert die Landeszentrale eigene Publikationen, die aktuelle Berliner Themen auch in einfacher Sprache vermitteln.
Zudem gehören auch Online-Angebote, Ausstellungen, Kampagnen, Projekte und Events und die finanzielle Förderung von Bildungsprojekten zum Angebotsspektrum. Zusätzlich unterstützt die Landeszentrale ihre Partner aus Vereinen und Initiativen, indem sie deren Vernetzung fördert.

## Auszeichnung Alpha-Siegel
Die Berliner Landeszentrale für politische Bildung ist seit Mai 2019 mit dem Alpha-Siegel ausgezeichnet. Dies bedeutet, dass die Zentrale auch auf Menschen mit Lese- und Schreibschwierigkeiten eingestellt ist.